# Jüdischer Friedhof (Grenzhausen)

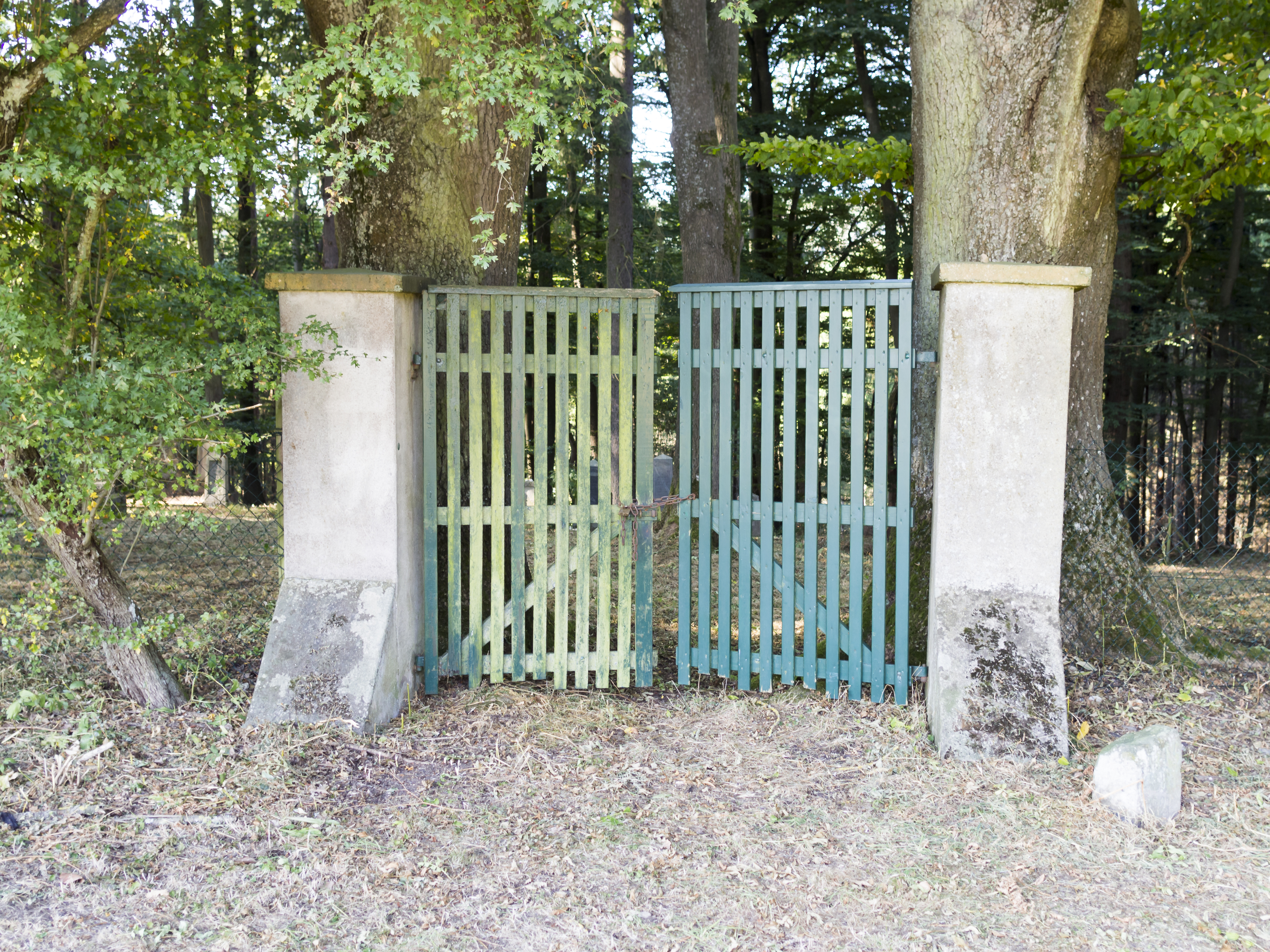
Eingang zum jüdischen Friedhof in Grenzhausen

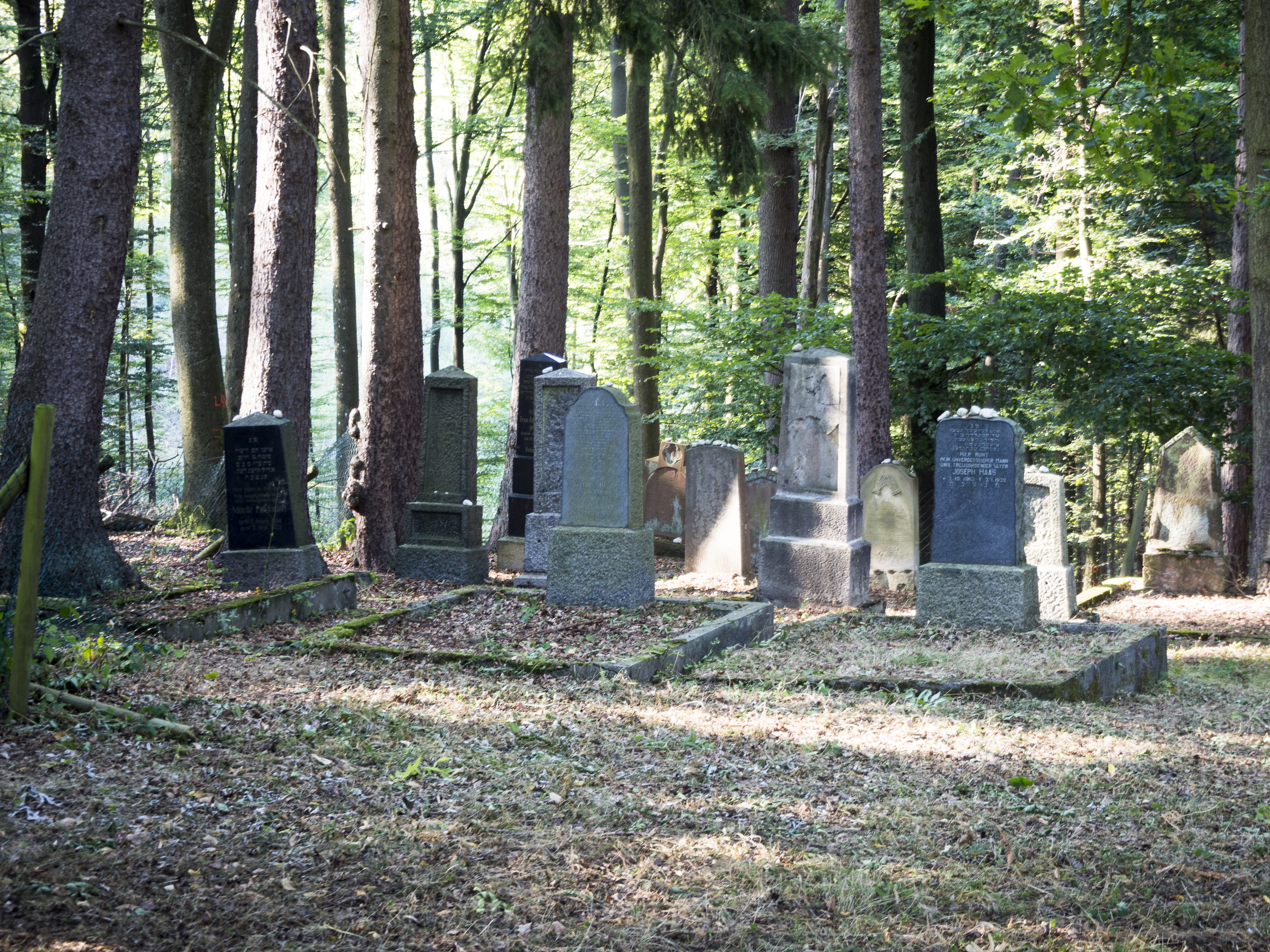
Ansicht des Friedhofs

Der Jüdische Friedhof in Grenzhausen, einem Stadtteil von Höhr-Grenzhausen im Westerwaldkreis in Rheinland-Pfalz, wurde um 1880 angelegt. Der jüdische Friedhof liegt nordwestlich von Grenzhausen zwischen dem Wald Birk und der Gemarkungsgrenze in Richtung Grenzau. Er ist ein geschütztes Kulturdenkmal.
Auf dem 1255 m² großen Friedhof sind heute noch 33 Grabsteine erhalten.